# Mjölnir

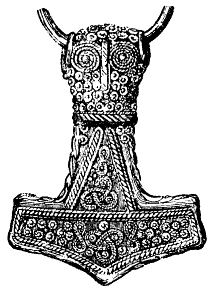
Tekening van Mjölnir

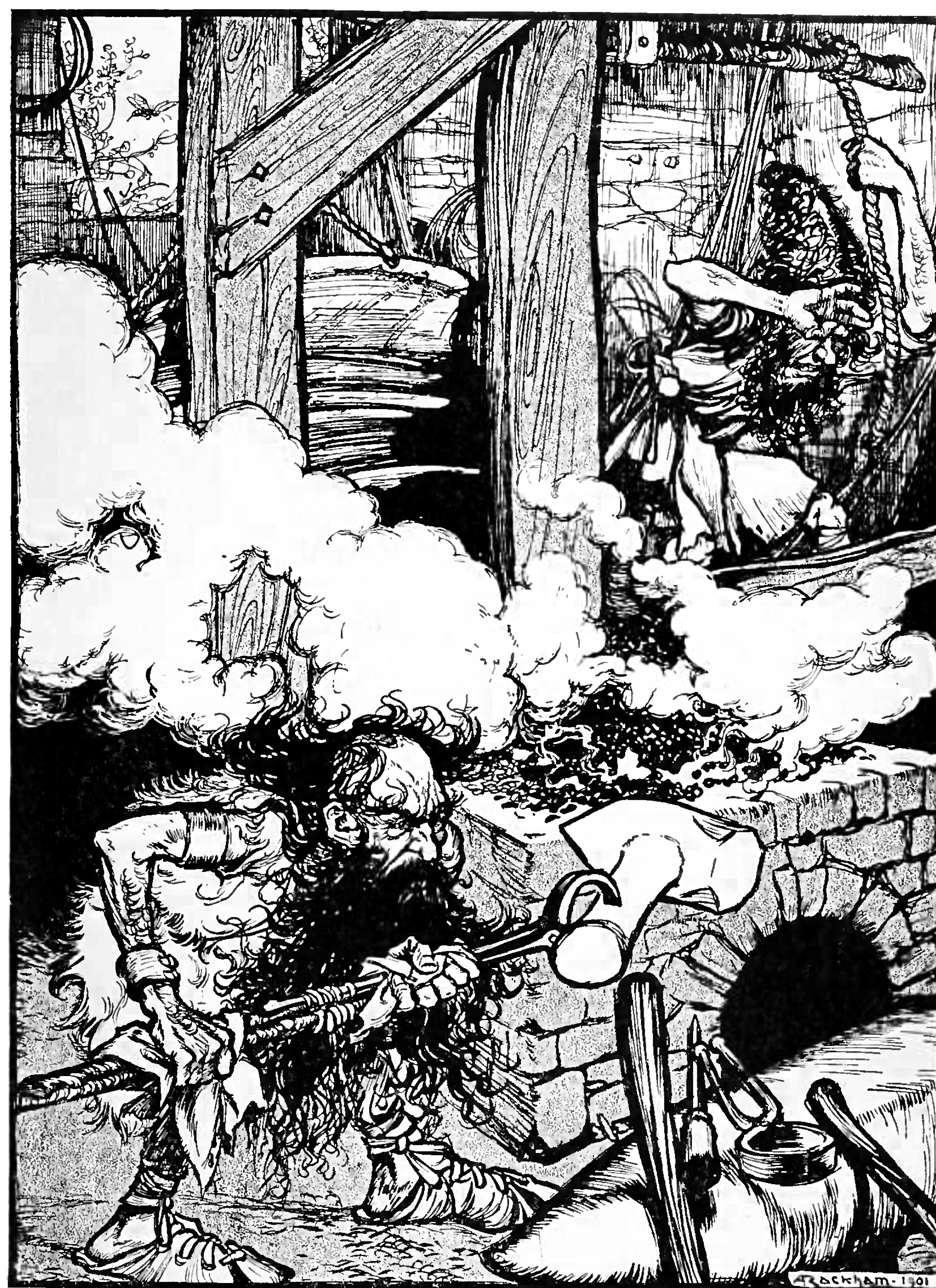
Loki (als vlieg) stoort Brokkr terwijl hij de blaasbalg hanteert, zijn broer Eitri vervaardigt Mjölnir.

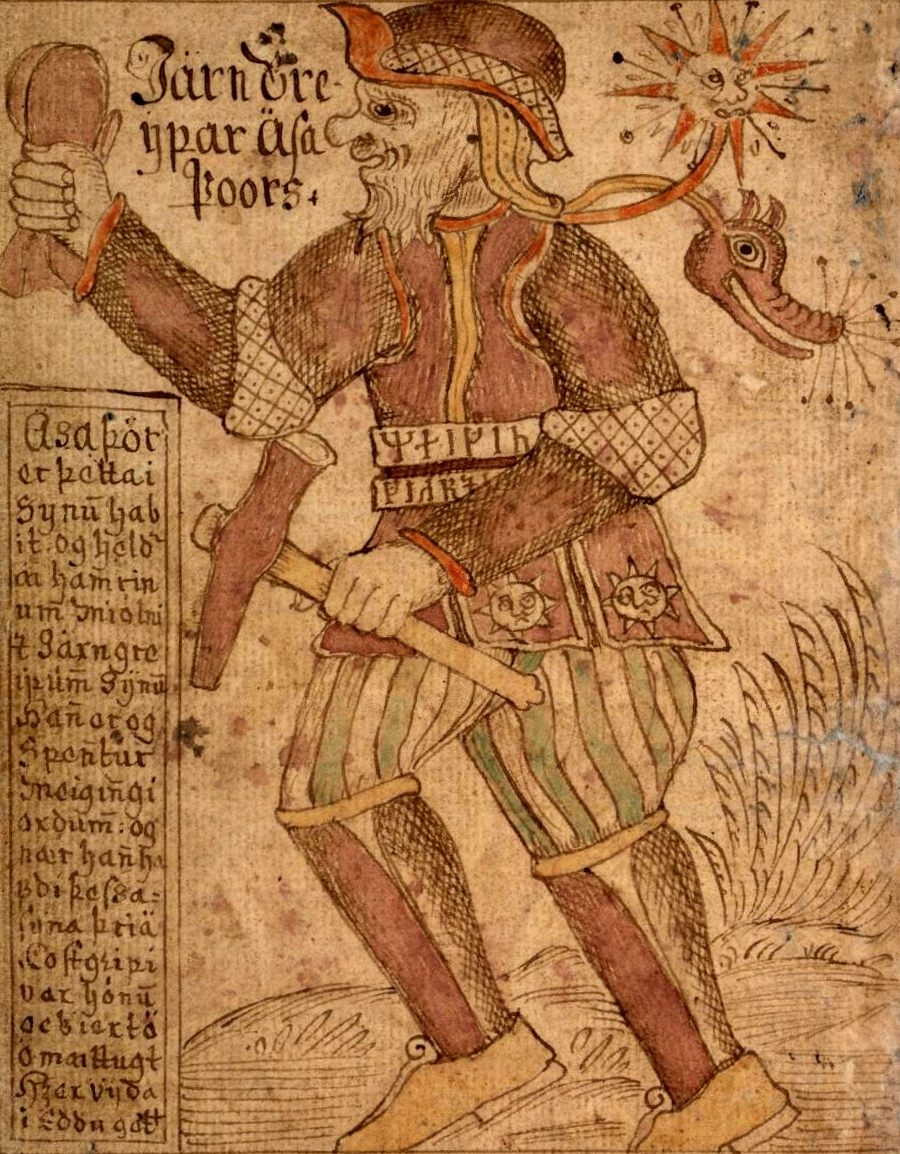
Thor met zijn hamer op een IJslandse voorstelling uit de 18e eeuw.

Mjölnir, Mjöllnir of Mjollnir (Noors: Mjølner) is in de Noorse mythologie de krijgshamer van Thor, de god van de donder. De hamer werd voor hem vervaardigd door de dwergen Brokkr en Eitri, die magische voorwerpen voor de goden maakten. De betekenis van de naam is omstreden en reikt van "vergruizer" tot "bliksemschicht".

## Eigenschappen
Van Mjölnir werd gezegd dat hij zijn doel nooit miste en, wanneer gegooid, naar Thors rechterhand terugkeerde waaraan hij een ijzeren handschoen droeg. Van de hamer werd tevens gezegd dat hij zo zwaar was, dat alleen Thor zelf hem kon optillen. Vanwege Thor, die ook de beschermer van het huwelijk was, werd Mjölnir ook gezien als het symbool van het huwelijk, en zelfs als erotisch symbool.
Mjollnir was zeer gevreesd bij de ijsreuzen, de vijanden van de goden, omdat Thor er vele ijsreuzen mee had vernietigd, onder wie de grote reus Hrungnir.
De kracht van de Mjölnir was zelfs door de reuzen van de Utgard gekend en gevreesd, want Thor had met groeiende toorn drie diepe dalen in hun land geslagen, menend dat hij de brutale reus Skrymir afstrafte.
Volgens het Eddalied Þrýmskviða werd Mjölnir eens gestolen door de reus Þrymr, die als vergoeding voor de hamer een huwelijk met de godin Freya eiste. Thor verkleedde zich daarop als Freya, en Loki als zijn dienares. Þrymr ontdekte tweemaal bijna dat hij bedrogen werd, maar uiteindelijk liet hij Mjölnir halen, waarop Thor de reus en zijn gevolg doodde.
Volgens het volksgeloof donderde en bliksemde het elke keer dat Thor zijn hamer gooide. De hamer was bedoeld als een van drie volmaakte geschenken voor de goden, maar de steel van de hamer zou één duim te kort zijn, omdat Loki als horzel vermomd de dwerg Brokkr bij het vervaardigen ervan in het voorhoofd stak.

## Oorsprong
Het motief van Mjölnir als de veroorzaker van bliksem komt voor in heel Noord-Europa, dat wil zeggen bij de Kelten, Germanen, Balten en Slaven. Het woord Mjölnir is bijvoorbeeld verwant met Oudnoords myln 'vuur', Welsh mellt, mellen 'bliksem', Oudpruisisch mealde 'bliksem' en Russisch mólnija 'bliksem'. Het Lets kent het woord milna 'hamer van de dondergod Perkuns', wat zowel in vorm als betekenis goed met Mjölnir overeenstemt. Indo-europeanisten gaan er daarom van uit dat de verschillende woorden teruggaan op één enkele oervorm, namelijk *meldʰnio- of *mldʰnieh₂-. Dat geldt ook voor de bijbehorende dondergoden, met als onderliggende hypothetische Indo-Europese dondergod Perkwunos.
De naam Mjölnir is ook volksetymologisch geïnterpreteerd as "vermaler" in de betekenis van 'maalsteen', in die zin dat het datgene waartegen het wordt gekeerd, totaal vergruist.

## Symboliek
Mjölnir werd tegelijk ook als symbool voor Thor als amulet om de hals gedragen (zie afbeelding). Er bestonden (en bestaan) meerdere vormen van hameramuletten, zoals de Schonenhamer.
Uit de overgangstijd van heidendom naar christendom werden in Scandinavië amuletten gevonden, die mogelijk zowel als kruis dan wel als Thorhamer konden worden gezien.
In die overgangstijden werd het Thoramulet (de Thorhamer) openbaar als teken gezien van aanhang tot het oude geloof.

## In Marvel Comics
In de Marvel-strip over het ontstaan van Thor werd Mjölnir gevonden door de Amerikaanse medicijnenstudent Donald Blake, die door zijn vader Odin op aarde was geplaatst in een menselijke gedaante opdat hij nederigheid zou leren. Nadat Blake op de vlucht voor vijandelijke buitenaardse wezens een grot in was gevlucht vond hij Mjölnir (vermomd als een stok, net zoals hijzelf vermomd was), en als de feitelijke zoon van Odin kon hij de hamer optillen. Om zichzelf te verdedigen sloeg hij met de stok op de grond, waarna hij veranderde in de gedaante van Thor. Door met Mjölnir op de grond te slaan kon Thor zich veranderen in Donald Blake en weer terug.
Latere strips wilden vermelden dat de hamer gesmeed was door de dwergen waaronder Eitri, maar dan in een gietvorm gemaakt van het hart van een witte dwergster, en dat Thor, als kind, zich eerst als held moest bewijzen vóór hij Mjöllnir - die voor Odin was gesmeed, niet voor hem - waardig was. 
In latere strips kunnen Jane Foster en Captain America ook de hamer optillen. Ook verschijnt Mjölnir in het Marvel Cinematic Universe waarbij naast Thor, Jane Foster en Captain America ook Hela, Odin en Vision de hamer kunnen optillen.

## Afbeeldingen

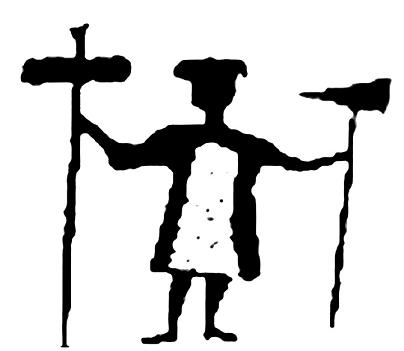
Thor, Horagalles of Thoragales, een rune op een rituele drum uit Noorwegen (1871).
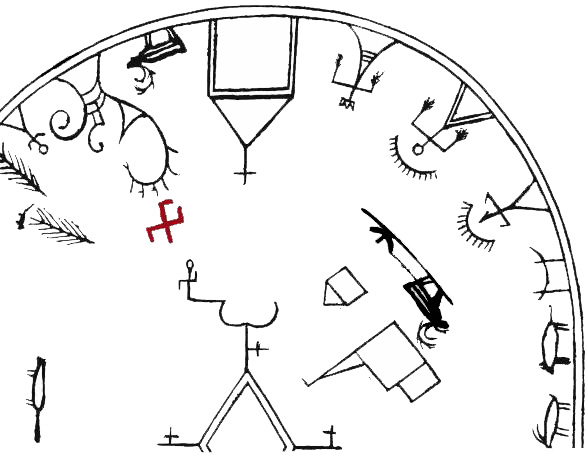
Thor, Tiermes of Horagalles op een drum, eind zeventiende eeuw (in het rood de hamer van Thor).
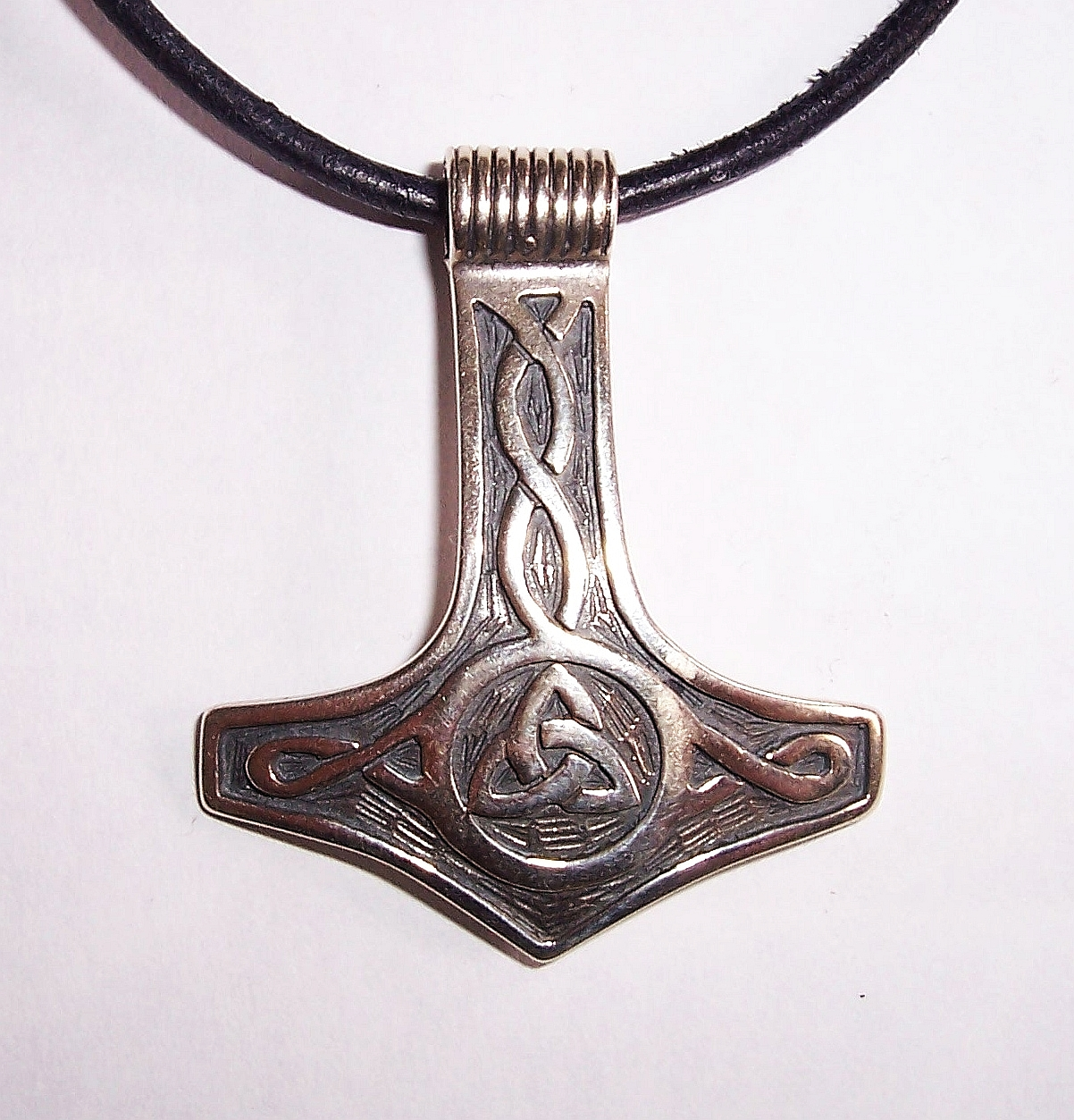
Mjölnir als amulet.